# 종야등

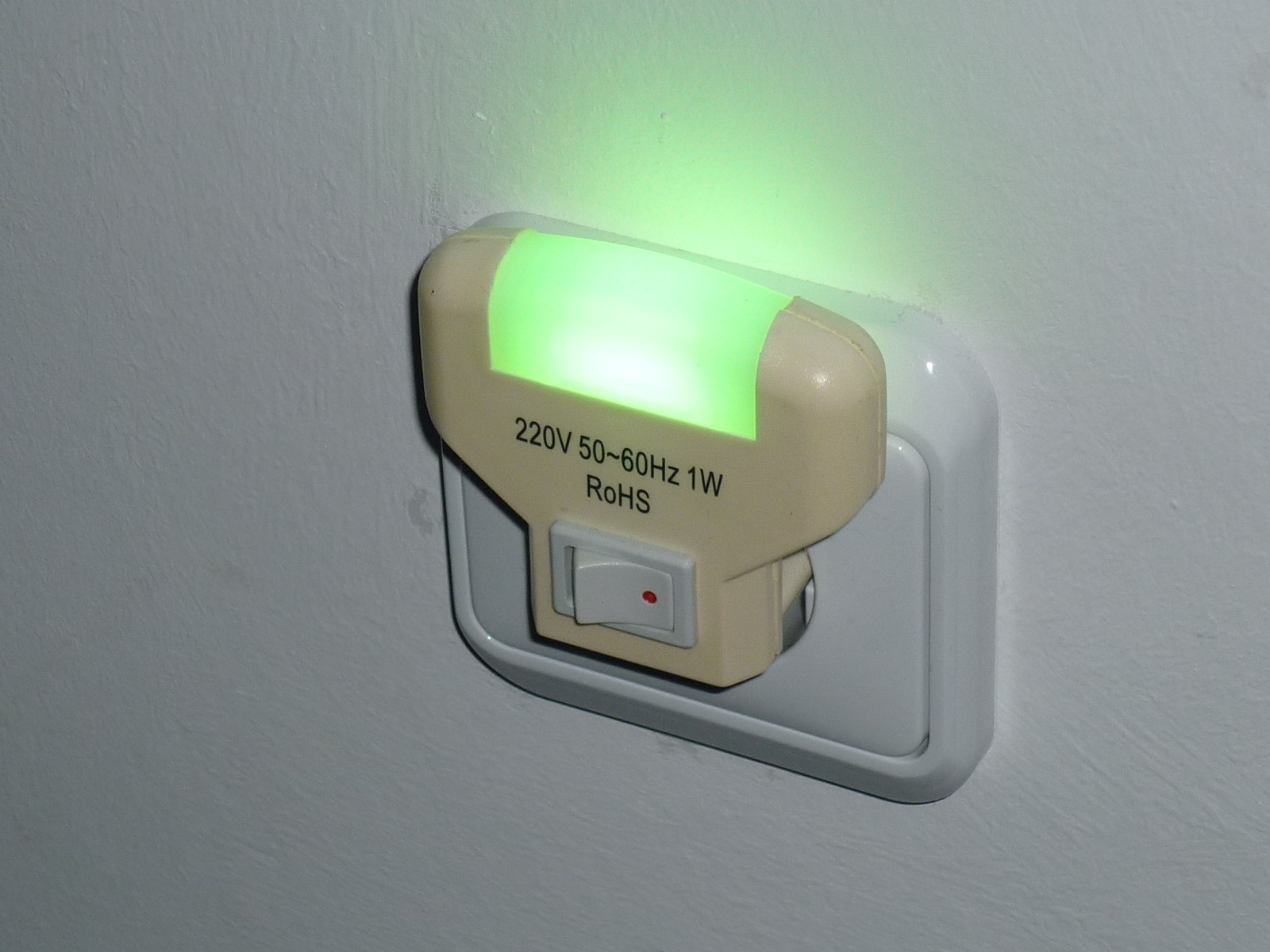
LED식 종야등의 모습.

종야등(終夜燈, nightlight)은 밤새도록 켜놓는 작은 조명이다. 어둠의 공포를 이겨내기 위한 심리적 용도, 또는 응급사태에 대비하기 위한 실용적 용도로 켜 둔다.